# Lijst van burgemeesters van Knokke
Chronologische lijst van burgemeesters van de zelfstandige gemeente Knokke, tot aan de fusie met Heist, Westkapelle en Ramskapelle in maart 1971.
- 1796- : Sebastiaan Nachtegaele
- 1807-1816 : Andreas D'hont
- 1817-1818: Pieter De Vriendt
- 1819-1820: Jan Driessens
- 1820-1830: Jan Devisch
- 1830-1836: Jan Demaecker
- 1836-1848: Pieter Vermeire
- 1848-1854: Jan Nachtegaele
- 1854-1872: Philip Tavernier
- 1872-1895: Sebastiaan Nachtegaele
- 1895-1912: Theophiel D'Hoore
- 1912-1926: Louis Declerck of:De Klerk)
- 1927-1944: Frans Desmidt
  - 1941-1944: Florent Leyns (VNV, oorlogsburgemeester). Niet opgenomen op de officiële lijst van burgemeesters van Knokke.
- 1944-1947: Camiel Deckers
- 1947-1966: Léon Lippens
- 1966-1971: Eugène Mattelaer

Na de fusie Knokke-Heist bleef Eugène Mattelaer burgemeester tot in 1973